# Lin Yu-ting
Lin Yu-ting (林郁婷T, Lín YùtíngP; Nuova Taipei, 13 dicembre 1995) è una pugile taiwanese, attuale campionessa olimpica nella categoria pesi piuma femminile. Lin è la prima persona ad aver vinto una medaglia d'oro olimpica per Taiwan nel pugilato.
Lin ha iniziato a praticare pugilato a tredici anni per difendere sua madre, Liao Shiu-chen, dalla violenza domestica.

## Palmarès
- Giochi olimpici: 1
 Oro a Parigi 2024 (categoria pesi piuma)
- Campionati mondiali di pugilato dilettanti (AIBA): 3
 Oro a Nuova Delhi 2018 (categoria pesi gallo)
 Bronzo a Istanbul 2019 (categoria pesi piuma)
 Oro a Ulan-Udė 2022 (categoria pesi piuma)
- Giochi asiatici: 2
 Bronzo a Giacarta 2018 (categoria pesi mosca)
 Oro a Hangzhou 2022 (categoria pesi piuma)
- Campionati asiatici di pugilato dilettanti: 2
 Oro a Ho Chi Minh 2017 (categoria pesi gallo)
 Oro a Bangkok 2019 (categoria pesi piuma)